# Clumber spaniel
Clumber spaniel[Nota] é uma raça canina oriunda da Inglaterra. É um cão considerado um dos mais antigos spaniels, tendo seu surgimento datado do século XVIII. Apreciado pela aristocracia local, foi batizado em homenagem ao castelo de Clumber, em Nottinghamshire. De acordo com as lendas que envolvem esta raça, sua origem não seria inglesa, mas sim francesa: alguns anos antes da Revolução Francesa, o Duque de Noailles, criador destes caninos, os enviou ao Duque de New Castle em Clumber Park, onde puderam perpetuar. Todavia, apesar da imprecisão de sua real origem e dos cruzamentos que resultaram neste animal robusto, seu surgimento foi atribuído à Grã-Bretanha.
Fisicamente é um cão eficiente para caçadas, ainda que lento, já que é descrito como excelente localizador. Com o surgimento de spaniels mais velozes, sua criação começou a declinar, e hoje este canino sobreviveu graças a sua adaptação para cão de companhia.